# Dharragarra
Dharragarra is een geslacht van uitgestorven vogelbekdieren dat tijdens het Vroeg-Krijt in Australië leefde. De typesoort is Dharragarra aurora.

## Fossiele vondsten
Dharragarra is slechts bekend van één fossiel, een geopaliseerde onderkaak uit de Griman Creek-formatie in de Lightning Ridge in noordelijk New South Wales. Het dier werd in 2024 beschreven en Dharragarra is het oudst bekende vogelbekdier. De geslachtsnaam betekent "vogelbekdier" in enkele inheemse talen. 
In hetzelfde gebied zijn ook fossielen van de vijf andere soorten cloacadieren gevonden: Steropodon, Parvopalus, Stirtodon, Kollikodon en Opalios.

## Kenmerken
Dharragarra was kleiner dan het hedendaagse vogelbekdier. 